# 비스타라 항공
비스타라 항공(영어: Vistara)는 구르가온에 기반을 둔 인도의 항공사이며, 인디라 간디 국제공항을 허브를 두고 있다. 타타그룹와 싱가포르 항공 간 합작 투자로 2015년 1월 9일 첫 운항을 시작했으며, 첫 시작 비행편은 델리와 뭄바이 간이었다. 이 항공을 이용한 승객 수는 2016년 6월 200만을 넘었으며 2019년 5월 기준 국내 항공사 시장 중 4.7%를 점유하면서 6번째로 큰 국내 항공사가 되었다.
그러나 2024년 8월 30일, 비스타라 항공은  에어 인디아와의 합병을 진행할 계획을 밝혔다.

## 역사

### 초기
비스타라 항공사은 2013년 인도의 타타그룹와 싱가포르 항공의 합작 투자로 설립되었다. 양사는 1990년대 중반 인도에서 완전 서비스 항공사를 설립하기 위해 입찰을 진행했지만 실패했고, 인도 정부의 규제 승인을 거부당했습니다.[13] 2012년 인도가 49%의 외국인 직접 투자(FDI)를 위해 항공 부문을 개방함에 다시 한 번 인도에 합작투자 방식의 항공사를 상장하기로 결정했다. 이후 인도 외국 투자 촉진 위원회는 2013년 10월, 설립을 승인하였으며 싱가포르 항공은 비스타라 항공의 지분 49%를 인수하였다. 타타그룹은 에어아시아 인디아의 소수 지분과 함께 항공 부문에 진출한 두 번째 주요 사업 중 일부였다. 

### 현재
2020년, 비스타라 항공은 보잉 787-9을 도입, 콜카타 노선을 시작으로 런던노선에 투입을 하여 국제선 운항을 본격화하였다. 2022년, 타타그룹은 에어 인디아와의 합병 가능성을 언급하였고, 이후 인도 경쟁위원회는 에어 인디아와의 합병을 승인하였으며 타타그룹과 싱가포르 항공은 양사의 합병을 공식화 하였다. 이에 2024년 8월 30일, 비스타라 항공은 9월 3일을 기하여 신규 예약 접수를 중단, 11월 12일에 에어 인디아와 합병한다고 발표했습니다. 

## 보유 기종

### 현재 보유중인 기종
- 2024년 9월 기준으로 비스타라 항공은 다음과 같은 기종을 보유하고 있다.[3][4]

### 퇴역 기종
- 비스타라 항공은 다음과 같은 기종을 보유하였다.[4]

## 같이 보기
- 인도의 항공사 목록